# 锡普巴赫策尔
锡普巴赫策尔是奥地利上奥地利州韦尔斯兰县的一个市镇。总面积25平方公里，总人口1771人，人口密度70.8人/平方公里（2005年）。